# 任武
任 武（じん ぶ、Ren Wu、? - 1863年）は、清末の陝西省での回民蜂起の指導者。任五または任老五ともいう。
陝西省出身。イスラム教のアホン。1857年から1858年まで雲南省の回民の蜂起に参加し、帰郷後に陝西省での反清運動の準備を進めた。1862年、太平天国の陳得才の部隊が陝西省に入ると、赫明堂らとともに蜂起し、清朝の団練大臣張芾を戦死させ、華州・華陰などを占領し、西安を包囲した。清朝は欽差大臣として勝保を派遣したが、蜂起軍はしばしば勝保を打ち破った。しかし欽差大臣がドロンガ（多隆阿）に交代すると、蜂起軍は同州で敗北し撤退を余儀なくされた。回民軍は根拠地の羌白鎮・王閣村・倉頭鎮を次々と失い、任武は戦死した。
なお一説には甘粛省の董志塬に逃れて抵抗を続けたという。